# Fazola Frigyes
Fazola Frigyes (1774. – Diósgyőr, 1849.) kohómérnök, Fazola Henrik fia.

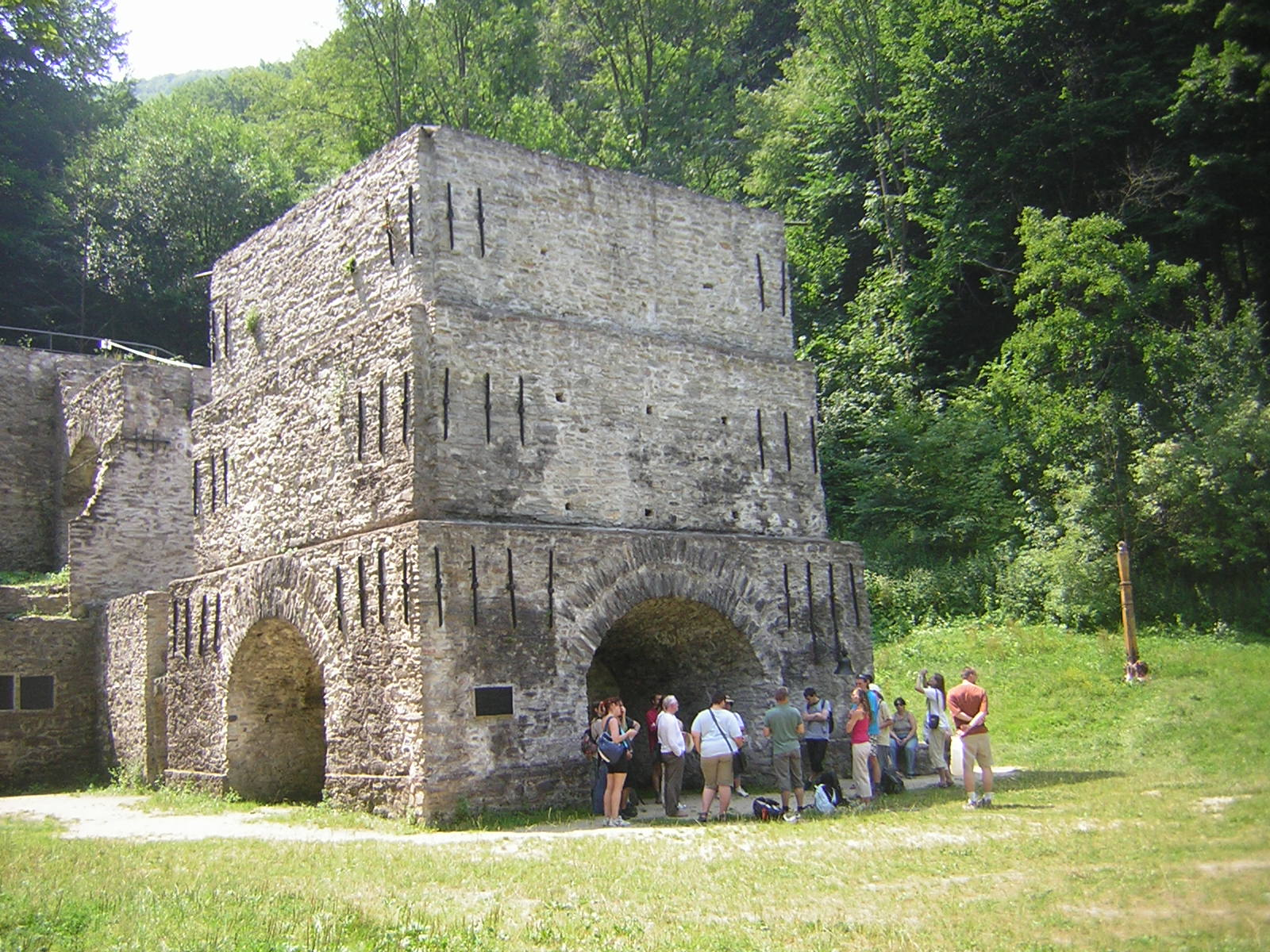
Az őskohó

## Életútja
Fazola Henrik halála után özvegye, Tecla asszony, szegényes körülmények között nevelte két kicsi gyermekét, Frigyest és Borbálát.  1793-ban Frigyest – atyjára tekintettel – felvették a selmecbányai Bányászati Akadémiára. Tanulmányai befejezése után ausztriai vas- és acélgyárakban szerezte meg az acélgyártáshoz szükséges gyakorlati ismereteket. Még csak 25 éves volt, amikor visszatérve a diósgyőri vasmű sáfára, majd ellenőre lett, később a helyettes igazgatói posztot is megkapta.
Folytatta apja bányakutatásait, Diósgyőr közelében kőszenet talált, amivel sikeres cementacél-gyártási kísérletekbe fogott. Bevezette Diósgyőrben a tégelyacél-gyártást. Az elhanyagolt diósgyőri vasgyár működését gazdaságossá tette, visszafizette az apjától átvett kincstári és magántartozásokat. 1809-ben az alsó-magyarországi bányakerület vasgyári felügyeletével bízták meg, de székhelye Diósgyőrben maradt, és ő lett a diósgyőri vasgyár igazgatója.
1813-ban apja kohójának helyétől távolabb új nagyolvasztót telepített a mai Újmassán. Az őskohó ma hazánk egyik legjelentősebb ipari műemléke. A hámorok energiaellátására 1810-ben víztározót épített; ez a mai Hámori-tó.
1816-ban Rónicra helyezték, de összetűzésbe került feletteseivel, ezért megfosztották állásától és rendelkezési állományba helyezték. A Diósgyőr–Hámorba való visszatérése utáni időkben igen szűkös anyagi helyzetben volt. Szakmai tudását azonban a magyar részvényesek nem tudták nélkülözni, ezért meghatalmazták a vasműnél való képviseletükkel. Fazola Frigyes 75 évesen halt meg Diósgyőrben.
Felesége Jung Johanna volt, az anyakönyvek tanúsága szerint gyermekei közül Károly Lajost 1802-ben keresztelték meg a mindszenti, Antónia Máriát 1803-ban a felsőhámori, Mária Johannát pedig 1805-ben szintén a felsőhámori plébánián.